# Søndersø Kommune
Søndersø Kommune i Fyns Amt blev dannet ved kommunalreformen i 1970. Ved strukturreformen i 2007 indgik den i Nordfyns Kommune sammen med Bogense Kommune og Otterup Kommune.

## Tidligere kommuner
Søndersø Kommune blev dannet inden kommunalreformen ved frivillig sammenlægning af 7 sognekommuner:
| Kommune     | Folketal september 1965 | Byer               |
| ----------- | ----------------------- | ------------------ |
| Ejlby-Melby | 478                     |                    |
| Hårslev     | 1.811                   | Gamby og Hårslev   |
| Skamby      | 1.098                   | Skamby             |
| Særslev     | 1.462                   | Særslev            |
| Søndersø    | 1.306                   | Søndersø           |
| Veflinge    | 1.528                   | Veflinge           |
| Vigerslev   | 1.867                   | Bredbjerg og Morud |
| I alt       | 9.550                   |                    |

## Sogne
Søndersø Kommune bestod af følgende sogne, alle fra Skovby Herred undtagen Skamby, der hørte til Skam Herred:
- Ejlby Sogn
- Hårslev Sogn
- Melby Sogn
- Skamby Sogn
- Særslev Sogn
- Søndersø Sogn
- Veflinge Sogn
- Vigerslev Sogn

## Borgmestre[2]
| Periode   | Navn            | Parti             |
| --------- | --------------- | ----------------- |
| 1970-1974 | Niels Vinggaard | Venstre           |
| 1975-1981 | Jørgen Larsen   | Venstre           |
| 1982-1993 | Kaj Jeppesen    | Venstre           |
| 1994-1997 | Arne Overgaard  | Venstre           |
| 1998-2006 | Erik Hansen     | Socialdemokratiet |